# Claudia Lau
Claudia Lau (nascida em 11 de novembro de 1992) é nadadora competitiva de Hong Kong.
Ela se classificou para os Jogos Olímpicos de 2016 no Rio de Janeiro e foi selecionada para representar Hong Kong nos 100 metros costas e 200 metros costas femininos.